# 内华达大学拉斯维加斯分校
内华达大学拉斯维加斯分校（英語：University of Nevada, Las Vegas，简称UNLV），是内华达高等教育系统成员。这所公立大学位于内华达州南部的大城市拉斯维加斯附近，以飯店管理、美术、法律和历史等学科而闻名。该校也拥有内华达州唯一的一个牙医学院。

## 简介
内华达大学被分类为公立大学，因为其加入了内华达州立大学系统。在行政上，它是作为内华达大学雷诺分校的一个支脉存在的。然而事实上，内华达大学拉斯维加斯分校也拥有较大份额的私营成分，美琪地产公司在该校占有股份。由于拉斯维加斯的旅游业发达，该校在酒店管理行业有一定的地位。此外，由于地处沙漠中，该校也在城市可持续发展等环境问题上有自己的研究。

## 学术

### 录取和排名
|          | 2012  | 2011  | 2010  | 2009  | 2008  |
| -------- | ----- | ----- | ----- | ----- | ----- |
| 申请人数 | 6,366 | 5,801 | 6,438 | 7,800 | 8,679 |
| 录取人数 | 5,183 | 4,746 | 5,222 | 6,057 | 6,317 |
| 录取率   | 80.6  | 81.8  | 81.1  | 77.7  | 72.8  |
| 平均GPA  | 3.24  | 3.22  | 3.23  | 3.26  | 3.25  |

UNLV在2020年的排名為：
- US News综合排名中，该校被列为美国二级大学
- US News法学院排名中，该校位列美國第62名
- US News美术排名中，该校位列美國第135名
- US News教育学院排名中，该校位列美國第95名
- 华盛顿月刊中，该校被列为美国第173名

### 学院和学校
内华达大学拉斯维加斯分校提供200余项目，包括学士、硕士和博士学位。其下属分为学院（College）和学校（School）。
UNLV的学院包括:
- 社区卫生学院
- 教育学院
- 霍华德·休齐斯工程学院
- 美术学院
- 研究生院
- 荣誉学院
- 威廉·哈拉酒店管理学院
- 文理学院
- 格林斯本城市管理学院

UNLV的学校包括:
- 健康科学学校
- 建筑学校
- 李氏商科学校
- 牙医学校
- 环境和公共关系学校
- 汉克·格林斯本新闻和传媒学校
- 威廉·柏伊德法律学校
- 护理学校
- 社会关系学校

## 校歌
这首歌既是校歌也是战歌。
《和反叛者一起赢》
杰拉德·威利斯创作

## 图书馆
UNLV的主校区有很多图书馆，其中最大的是校园中心的莱德图书馆。这座建于2001年的莱德图书馆是学校的主图书馆，占地28000平方米，耗资5800万美元。除此之外，很多其它学院也有自己的分支图书馆：
- 建筑学图书馆
- 教育学院图书馆
- 李和托马斯音乐中心的音乐图书馆
- 华特·罗格法律学图书馆[11]

## NCAA
UNLV的NCAA校队反叛者队拥有17支分队，其中最著名的是篮球队、高尔夫队和棒球队。包括篮球、橄榄球等项目在内的大多数队伍都参与了洛基山西联盟（Mountain Western Conference）的联赛,同怀俄明大学、犹他州立大学、圣何塞州立大学、美國空軍學院等同属一个联赛，只有足球队参与了落基山·太平洋体育组织（Mountain Pacific Sports Federation）的联赛。